# S60-as személyvonat

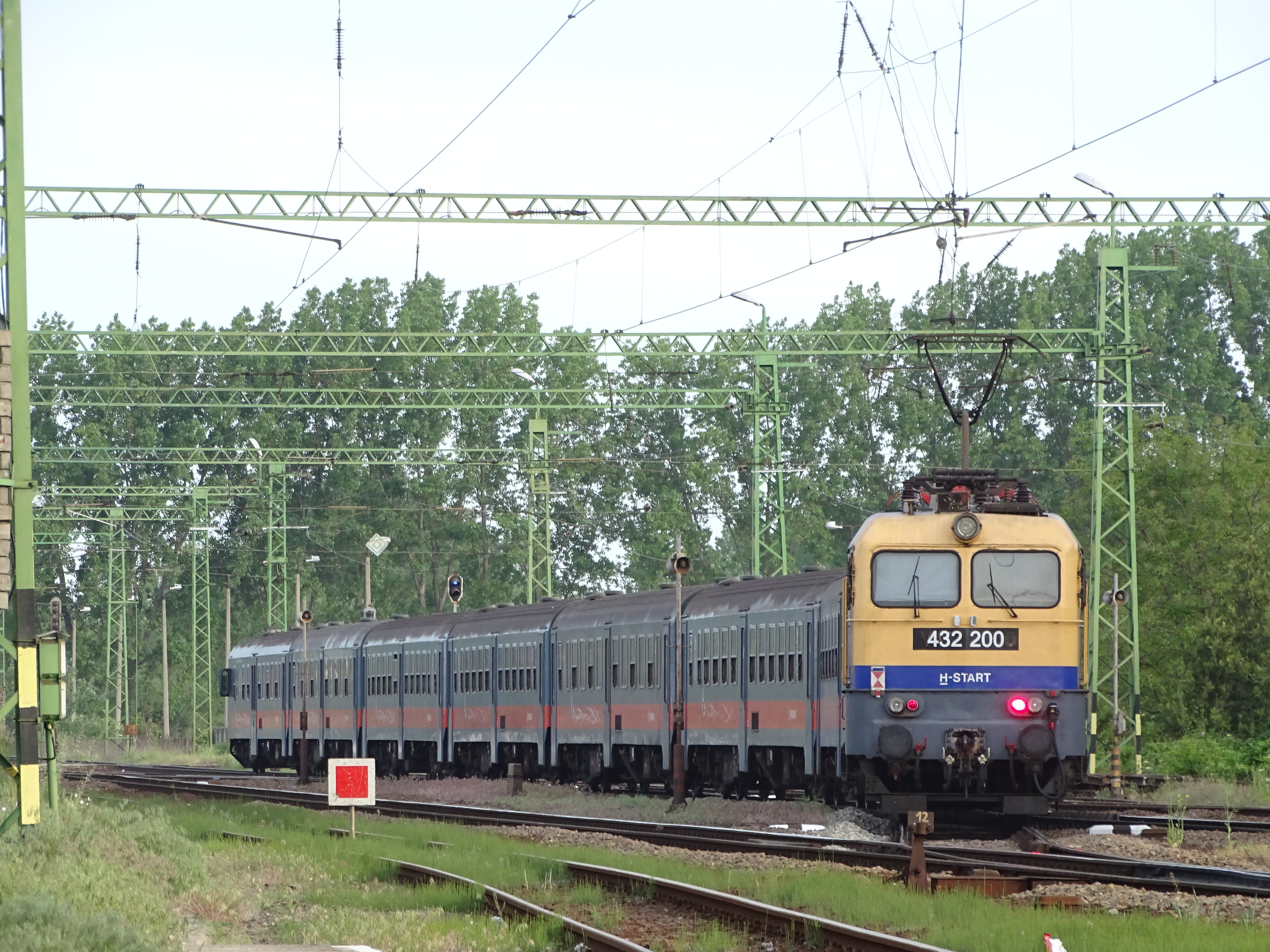
Reggeli S60-as személyvonat indul Nagykátáról

Az S60-as személyvonat egy budapesti elővárosi vonat Budapest-Keleti pályaudvar és Szolnok között. A vonatok többsége félórás ütemben közlekedik Budapest és Sülysáp között, ahol minden állomáson és megállóhelyen megállnak. Egyes vonatok Szolnokig hosszabbított útvonalon járnak, mely Abonyi út kivételével mindenhol megáll. Reggeli csúcsidőszakban a vonatok Sülysáp helyett Nagykátáról indulnak. Ezek jellemzően Stadler FLIRT motorvonatokkal, valamint hétköznap reggel és késő este Fecske-ingákkal, valamint MÁV 815 sorozatúak is közlekednek. Vonatszámuk négyjegyű, 33-mal kezdődik, a sülysápi járatoké 34-gyel, a nagykátaiké 36-tal.

## Története
2013-ban elkezdték bevezetni a viszonylatjelzéseket a budapesti vasútvonalakon. Az augusztusi próbaüzemet követően december 15-től a Déli pályaudvarra érkező összes vonat S-, G- vagy Z- előtagot (Személy, Gyorsított, Zónázó) és kétjegyű számból álló utótagot kapott. Ezt a rendszert egy évvel később, 2014 decemberében az összes budapesti és néhány egyéb járatra is kiterjesztették, ekkor lett a 120a számú vasútvonalon közlekedő, addig elnevezés nélküli személyvonat S60-as jelzésű.
A 2022/2023-as menetrendváltástól a szolnoki járatok Zagyvarékas megállóhelyen csak feltételesen állnak meg.

## Útvonala
Ütemes menetrend szerint minden óra ugyanazon percében indul és érkezik mindegyik állomáson. Hétköznap félóránként, hétvégén óránként közlekedik. Egyes hajnali és késő esti járatok Szolnokig közlekednek.
| Az átszállási kapcsolatok között az azonos útvonalon, de ritkább megállási renddel közlekedő G60 -as gyorsított és Z60 -as zónázó személyvonat nincs feltüntetve. |                               |                            | |          | |
| Perc (↓) | Perc (↓)                      | Állomás                    | Perc (↑) | Perc (↑) | Átszállási kapcsolatok |
| 0 | 0                             | Budapest-Keleti végállomás | 125 | 46       | 23, 24 73, 76, 78, 79, 80 5, 7, 7E, 8E, 20E, 30, 30A, 107, 108E, 110, 112, 133E, 230 G10 , S80 , IC, EC, EN, InterRégió, személyvonat, gyorsvonat, expresszvonat, |
| 6 | 6                             | Kőbánya felső              | 119 | 40       | 37, 37A 10 S80 |
| 11 | 11                            | Rákos                      | 114 | 35       | 161, 161A, 162, 168E, 262 S76 , S80 , InterRégió |
| 18 | 18                            | Rákoshegy                  | 107 | 28       | 46, 98, 98E, 168E, 198 |
| 22 | 22                            | Rákoskert                  | 103 | 24       | 197 |
| 25 | 25                            | Ecser                      | 100 | 21       | 505, 506, 504, 575 |
| 28 | 28                            | Maglód                     | 97 | 18       | |
| 31 | 31                            | Maglódi nyaraló            | 94 | 15       | |
| 34 | 34                            | Gyömrő                     | 91 | 12       | 504, 505 |
| 38 | 38                            | Mende                      | 87 | 8        | |
| 41 | 41                            | Pusztaszentistván          | 84 | 5        | |
| 45 | 46                            | Sülysáp végállomás         | 79 | 0        | 488, 489, 490, 491, 492, 513 |
| | 49                            | Szőlősnyaraló              | 67 |          | 489, 490, 491, 492 |
| 54 | Tápiószecső                   | 62                         | 485, 486, 487, 493, 494, 495, 496, 497 |          | |
| 59 | Szentmártonkáta               | 57                         | 501, 503 |          | |
| 64 | Nagykáta vonalközi végállomás | 52                         | 491, 497, 498, 499, 500, 501, 502, 517, 520, 521, 525, 527, 529 1348, 1521 gyorsvonat |          | |
| 72 | Tápiószentmárton              | 44                         | 525, 527, 529 |          | |
| 78 | Farmos                        | 38                         | 523, 525, 527, 529 |          | |
| 83 | Tápiószele                    | 33                         | 524, 525, 527, 529 |          | |
| 90 | Tápiógyörgye                  | 26                         | 525 |          | |
| 101 | Újszász                       | 15                         | 531 1, 1A, 2A, 3 S820 , személyvonat, gyorsvonat |          | |
| 106 | Zagyvarékas                   | 10                         | S820 |          | |
| 115 | Szolnok végállomás            | 0                          | 2Y, 6, 6Y, 7, 8, 8Y, 13, 13Y, 14, 15, 15Y, 16, 17, 24, 24A, 27, 33, 38 533, 534, 537, 538, 553 Távolsági járatok S50 , G50 , Z50 , S220 , S820 , IC, EC, személyvonat, sebesvonat, gyorsvonat, expresszvonat |          | |